# Orchidee della Montagna della Ganzaria
Le orchidee della montagna della Ganzaria comprendono 42 specie di Orchidaceae (Juss., 1789) appartenenti ai generi: Anacamptis (4 specie), Epipactis (1 specie), Himantoglossum (2 specie), Limodorum (1 specie), Listeria (1 specie), Neotinea (3 specie), Ophrys (21 specie), Orchis (3 specie), Serapias (5 specie) e Spiranthes (1 specie).

## Anacamptis
Si distingue soprattutto per le due lamelle alla base del labello e per avere un unico retinacolo con due pollinodi.
(4 specie)
|  | Anacamptis collina (Banks & Sol. ex Russel) R.M.Bateman, Pridgeon & M.W.Chase, 1997 Sin.: Orchis collina Banks & Sol. ex Russel, 1794, Orchis saccata Ten. Nome volgare: orchide a sacco Etimologia: il nome si riferisce all'ambiente di collina dove è rinvenuta Fioritura: febbraio-marzo Habitat: Colture abbandonate e lungo le siepi Areale : Steno-Medit. |

|  | Anacamptis longicornu (Poir.) R.M.Bateman, Pridgeon & M.W.Chase, 1997 Sin.: Orchis longicornu Poir. Nome volgare: Orchide cornuta Etimologia: dal lungo corno (sperone allungato) Fioritura: marzo-aprile Habitat: boscaglie, arbusteti ed ampelodesmeti. Areale : Steno-mediterranea. |

|  | Anacamptis papilionacea (L.) R.M.Bateman, Pridgeon & M.W.Chase var. grandiflora Sin.: Orchis papilionacea L. Nome volgare: Orchide a farfalla Etimologia: da papilionacea, a forma di farfalla, e grandiflora., a fiori grandi Fioritura: aprile-maggio Habitat: arbusteti ed ampelodesmeti. Areale : Euri-mediterranea. |

|  | Anacamptis pyramidalis (L.) Rich., 1817 Sin.: Orchis piramidalis L. ; Aceras piramidalis (L.) Rehb. f. Nome volgare: Orchide piramidale Etimologia: dal greco anakamptò, in riferimento ai pollinii = ripiegato indietro. e pyramidalis = piramide, in riferimento alla forma dell'infiorescenza. Fioritura: maggio-giugno Habitat: ampelodesmeto Areale: Euri-Mediterranea |

## Epipactis
(1 specie)
|  | Epipactis microphylla (Ehrh.) Sw., 1800 Sin.: Serapias microphilla Ehrh; Helleborine microphylla (Ehrh) Schinz e Thell. Etimologia: dal greco mikros = piccolo e phyllon = foglia, a causa delle foglie ridotte. Fioritura: aprile-giugno Habitat: sottobosco di caducifoglie. Distribuzione geografica: europeo-caucasica. |

## Himantoglossum
(2 specie)
|  | Himantoglossum hircinum (L.) Spreng., 1826 Sin.: Loroglossum hircinum (L.) C.M. Richard; Orchis hircina (L.) Crantz; Aceras hircinum (L.) Lindl; Nome volgare: Barbone di becco. Etimologia: dal greco himantos = striscia di cuoio, nastro e glossa = lingua, in riferimento alla forma allungata del labello. L'appellativo specifico deriva dal latino hircinum= caprone (cioè dal cattivo odore di capra). Fioritura: maggio-giugno Habitat: colture abbandonate Areale: Medit.-Atl. |

|  | Himantoglossum robertianum (Loisel.) P. Delforge Sin.: Orchis robertiana, Barlia robertiana Nome volgare: Barlia Fioritura: dicembre-febbraio. Habitat: colture abbandonate e lungo le siepi. Areale: Steno-Medit. |

## Limodorum
Genere Limodorum: comprende piante micorriziche per tutto il loro ciclo vitale, con foglie ridotte a squame violacee.
(1 specie)
|  | Limodorum abortivum (L.) Swartz 1799 Sin.: Orchis abortiva L.1753;Serapis abortiva (L.) Scop; Epipactis abortiva (L.) All. nome volgare: Fior di legna, Fiammone Etimologia: da Liemodòron, nome dato da Teofrasto probabilmente alle Orobanche, e abortivum, allusione alle foglie abortite, ridotte a piccole guaine. Fioritura: aprile-maggio Habitat: querceti. Areale: Euri-Medit. |

## Listera
(1 specie)
|  | Listera ovata (L.) R. Br. in W.T. Aiton 1813 Basionimo: Ophrys ovata L., 1753 Sin.: Epipactis ovata (L.) (Crantz), Neottia latifolia Rich., Neottia ovata (L.) Bluff & Fingerh Nome volgare: Listera maggiore; giglio verde Etimologia: dal naturalista inglese Martin Lister (1638-1711) e dalla forma della foglia, ovata Fioritura: da maggio a giugno Habitat: boschi umidi Distribuzione geografica: eurasiatica |

## Neotinea
Genere Neotinea: genere con due retinacoli, sperone brevissimo, labello molto piccolo ed a forma di omino.
(3 specie)
|  | Neotinea commutata (Tod.) R.M. Bateman, 2003 Sin.: Orchis commutata Tod., Orchis trindentata Scopoli subsp. commutata (Tod.) Nyman Nome volgare: orchide commutata Etimologia: cangiante Fioritura: marzo Habitat: formazioni erbacee Areale : Endem. (Sicilia). |

|  | Neotinea lactea (Poir.) R.M.Bateman, Pridgeon & M.W.Chase, 1997 Sin.: Orchis lactea (Poir.) Fiori Nome volgare: Orchide aguzza o lattea Etimologia: lattea, riferito al colore della corolla. Fioritura: marzo-aprile Habitat: formazioni erbacee ricche in emicriptofite sia cespitose che rosulate Areale : Steno-mediterranea. |

|  | Neotinea maculata (Desf.) Stearn, 1975 Sin.: Orchis intacta Link nome volgare: Satirione macchiato Etimologia: (neo- : nuovo) genere dedicato a Tineo, botanico Siciliano (1791-1856); maculata, per le foglie macchiate. Fioritura: marzo-aprile Habitat: formazioni arbustive. Areale: Steno-mediterranea. |

## Ophrys
Genere Ophrys (L.) - Ofride (1394): comprende oltre cento specie ed è caratterizzato da un labello, privo di sperone e somigliante, soprattutto per la presenza di una fine peluria sulla sua superficie, al corpo di un insetto; sono presenti due retinacoli. È il genere con più specie nel territorio della Montagna della Ganzaria.
(21 specie)
|  | Ophrys apifera Hudson, 1762 Sin.: Ophrys myoides Ucria; Arachnites apifera Hoffm Nome volgare: Fior di ape, vesparia Etimologia: dal greco ophrys = sopracciglio (petali esterni arcuati) e apis = ape e ferò= io porto, cioè portatore d'ape (cioè dalla forma del labello che simula un'ape) Fioritura: aprile-maggio Habitat: ampelodesmeto Areale: Medit.-Atl. (Euri-) |

|  | Ophrys bertolonii subsp. bertolonii Moretti, 1823 Sin.: O. romolinii Soca. Nome volgare: Orchidea di Bertoloni, Uccellino allo specchio. Etimologia: specie dedicata al botanico bolognose A. Bertoloni, (1775-1869). Fioritura: aprile-maggio Habitat: ampelodesmeto ed altre formazioni erbacee. Areale: Steno-Mediterranea Centrele. |

|  | Ophrys bombyliflora Link, (1799)1800 Sin.: Ophrys distoma Bidona-Benardi; Arachnites bombilifera Todaro. Nome volgare: Ofride fior di bombo Etimologia: l'epiteto specifico deriva dal latino bombyx = farfalla notturna con addome grosso, genere lasiocampa e flos = fiore, con allusione alla forma del labello. Fioritura: marzo-aprile-maggio Habitat: ampelodesmeti ed altre formazioni erbacee. Areale: Steno-Mediterranea, distribuita in tutti i paesi nord-mediterranei, dalla Spagna alla Turchia. In Italia comune nelle regioni del sud, Sardegna e Sicilia. |

|  | Ophrys exaltata subsp. exaltata Tenore, 1819 Sin.: Ophrys spegodes subsp. sicula Nome volgare: Ofride ragno elevato Etimologia: l'epiteto specifico deriva dal latino exaltata = elevata, con allusione all'altezza della pianta. Fioritura: febbraio-marzo-aprile Habitat: ampelodesmeti e garighe; formazioni a Rhus coriaria, da 0 a 1100 m Areale: Endemica della Sicilia e della Calabria; segnalata anche in Basilicata e Puglia |

|  | Ophrys fusca subsp. fusca Link, 1800 Sin.: Ophrys lupercalis Devillers & Devillers-Terschuren Nome volgare: Ofride fusca, Moscaria Etimologia: l'epiteto specifico deriva dal latino= fuscus = scuro, per il colore del labello. Fioritura: febbraio-aprile-maggio Habitat: ampelodesmeti e altre formazioni erbacee. Areale: Mediterranea-atlantica. |

|  | Ophrys fusca subsp. caesiella (P.Delforge) Kreutz, 2004 Sin.: Ophrys caesiella P.Delforge, Ophrys gazella Devillers & Devillers-Terschuren Nome volgare: Etimologia: l'epiteto specifico deriva dal latino= caeesius = grigio-azzurro, riferito al colore grigio-bluastro della macula. Fioritura: marzo-aprile Habitat: garighe, macchie, terreni abbandonati, fino a 600 m. Areale: Stenomediterranea centrale, dalla Sicilia alle isole maltesi e al Nordafrica. |

|  | Ophrys fusca subsp. obaesa (Lojac.) E.G Camus & A.Camus, 1928 Sin.: Ophrys obaesa Lojac. 1909 Nome volgare: Ofride obesa Etimologia: dal latino obesus = grasso, per la forma del labello Fioritura: aprile- maggio Habitat: formazioni erbacee ricche in emicriptofite sia cespitose che rosulate, da 425 a 1200 m Areale: Endemica (Sicilia). |

|  | Ophrys incubacea subsp. incubacea Bianca, 1842 Sin.: Ophrys atrata Lindley Miller subsp. garganica O ed E Danesch Nome volgare: Ofride di piccola taglia Etimologia: di piccola taglia. Fioritura: marzo-aprile Habitat: ampelodesmeti ed altre formazioni erbacee. Areale: Steno-mediterranea. |

|  | Ophrys lacaitae Lojac., 1909 Sin.: Ophry oxyrrynchos Tod. Nome volgare: Ofride di Lacatia Etimologia: di Charles Carmichael Lacaita(1853-1933), botanico inglese profondo conoscitore della nostra flora Fioritura: aprile-maggio Habitat: formazioni erbacee. Areale: endemica dell'Appennino meridionale e della Sicilia. |

|  | Ophrys lunulata Parl., 1838 Sin.: Arachnites lunulata (Parl.) Tod. Nome volgare: Ofride a mezza luna Etimologia: a forma di luna falcata in riferimento alla forma dello sperone. Fioritura: marzo-aprile Habitat: ambiente di macchia e di gariga ai margini di formazioni a Quercus suber. Areale: Endemica della Sicilia. |

|  | Ophrys lutea subsp. lutea Cav., 1793 Sin.: Arachnites lutea Todaro Nome volgare: Ofride gialla Etimologia: da lutea, gialla. Fioritura: marzo-aprile Habitat: formazioni erbacee ricche in emicriptofite sia cespitose che rosulate. Areale: Steno-mediterranea. |

|  | Ophrys lutea subsp. minor (Tod.) O. Danesch & E. Danesch Sin.: Ophrys sicula Tineo Nome volgare: Ofride piccola gialla Fioritura: marzo-aprile Habitat: formazioni erbacee ricche in emicriptofite sia cespitose che rosulate. Areale: Steno-Mediterranea. |

|  | Ophrys mirabilis Geniez e Melki, 1991 Sin.:Ophrys atlantica Lojac. Nome volgare: Ofride mirabile Etimologia: mirabile, meravigliosa Fioritura: aprile- maggio Habitat: ampelodesmeto. Areale: Endemica (Sicilia). |

|  | Ophrys oxyrrhynchos subsp. oxyrrhynchos Tod., 1840 Sin.:Ophrys oxyrrhynchos subsp. celiensis (O.Danesch & E.Danesch) Del Prete O. holoserica subsp.oxyrrhynchos (Tod.) Nome volgare: Ofride dei fuchi Etimologia: dal becco acuto (in riferimento al rostro del ginostemio) Fioritura: aprile-maggio Habitat: formazioni erbacee ricche in emicriptofite sia cespitose che rosulate. Areale: Endemica del Sud Italia (Puglia, Basilicata, Sicilia). |

|  | Ophrys passionis subsp. passionis Sennen ex Devillers-Tersch & Devillers, 1994 Sin.: Ophrys garganica O.Danesh & E.Danesh, Ophrys sphegodes Miller subsp. garganica O.Danesh & E.Danesh Ophrys incubacea subsp. garganica (O.Danesch & E.Danesch) Galesi, Cristaudo & Maugeri, 2004 Nome volgare: Ofride del Gargano Etimologia: del Gargano. Fioritura: marzo-aprile Habitat: ampelodesmeti. Areale: endemica italiana dalla Toscana a Calabria e Sicilia. |

|  | Ophrys speculum Link, 1800 Sin.:Ophrys ciliata Bivona-Bernardi Nome volgare: ofride azzurra o specchio Etimologia: dal latino speculum che significa specchio, con riferimento alla macchia azzurra presente sul labello Fioritura: marzo-maggio Habitat: ampelodesmeto. Areale: Steno-mediterranea. |

|  | Ophrys sphegodes subsp. sphegodes Miller, 1768 Sin.: O.aranifera Hunds; O. crucigera Jacq. Nome volgare: Ofride ragno Etimologia: sphegodes: dal greco eidea che significa forma e da sfeks che significa vespa (in riferimento alla forma del labello) Fioritura: marzo-aprile Habitat: formazioni erbacee lungo le siepi. Areale: Euro-Mediterranea. |

|  | Ophrys sphegodes subsp. panormitana (Tod.) Kreutz, 2004 Sin.: Ophrys parnomitana (Tod.) Soò Nome volgare: Ofride ragno palermitana Etimologia: di Palermo Fioritura: marzo-aprile. Habitat: formazioni erbacee lungo le siepi. Areale: Endemica (Sicilia). |

|  | Ophrys subfusca archimedea (P. Delforge, M. Walravens) Kreutz, 2006, Sin.: Ophrys flammeola P.Delforge; Ophrys murbeckii Fleischmann; Ophrys galilaea Fleischmann et Bourm. Nome volgare: Ofride di Archimede Etimologia: dedicata ad Archimede (287-212 a.C.), matematico e fisico siracusano. Fioritura: aprile-maggio Habitat: ampelodesmeto ed altre formazioni erbacee. Areale: Endemica (Sicilia). |

|  | Ophrys subfusca flammeola (P. Delforge) Kreutz, 2006 Sin.: Ophrys flammeola P.Delforge, 2000; Ophrys sphegodes Miller subsp. sicula E.Nelson Nome volgare: Ofride scura con margine giallo Etimologia: color della fiamma. Fioritura: marzo-aprile Habitat: ampelodesmeti e altre formazioni erbacee. Areale: Endemica della Sicilia. |

|  | Ophrys tenthredinifera Willd., 1805 Sin.:Aracnites tenthredinifera (Willd.) Todaro Nome volgare: ofride fior di vespa Etimologia: dal greco tenthredon = nome di un imenottero simile alle api e phero = io porto Fioritura: marzo-maggio Habitat: rimboschimenti, arbusteti e formazioni erbacee. Areale: Steno-Mediterranea. |

## Orchis
Genere Orchis (L.) - Orchide (1396): genere a distribuzione euromediterranea, con oltre 50 specie. È caratterizzato da un labello recante uno sperone, un corto ginostemio e due retinacoli racchiusi in una borsicola biloba. L'impollinazione è entomofila.
(3 specie)
|  | Orchis anthropophora (L.) All., 1785 Sin.: Aceras anthropophorum(L.) W.T. Aiton; Ophrys antropophora L. Nome volgare: ballerina. Etimologia: da ἄνθρωπος = uomo e φορὸς = che porta, cioè portatore di uomo in riferimento al labello. Fioritura: marzo-aprile Habitat: ampelodesmeto. Areale : Mediterraneo-Atl. (Steno). |

|  | Orchis brancifortii Biv., 1813 Sin.: Anacamptis brancifortii (Biv.), O. bipunctata Rafin Nome volgare: Orchide Branciforti Fioritura: marzo-aprile Habitat: anfratti rocciosi. Areale : Endemica (Sicilia e Sardegna). |

|  | Orchis italica Poir., 1799 Sin.: Orchis undulatifolia Bivona-Bernardi Nome volgare: Orchide italiana, Omino nudo Etimologia: d'Italia Fioritura: aprile Habitat: formazioni erbacee ricche in emicriptofite sia cespitose che rosulate Areale : stenomedit. |

## Serapias
Genere Serapias (L.) - Serapide (1397): prevalentemente mediterraneo, comprende oltre 20 specie. È caratterizzato da un solo retinacolo e dal labello diviso da una strozzatura in epichilo (anteriormente) ed ipochilo (posteriormente). Quest'ultimo può presentare alla base una o due callosità. Sulla porzione mediana del labello può essere presente o meno un ciuffo di peli. Diverse specie di Imenotteri, all'imbrunire, possono trovare rifugio dentro il casco tepalico, dove la temperatura si mantiene più elevata rispetto all'esterno e per questo gli insetti venendo a contatto con i pollini ne determinano l'impollinazione.
(5 specie)
|  | Serapias bergonii E.G. Camus 1753 Sin.: Serapide di Bergon (BERGON, 1863-1912; botanico francese) Nome volgare: Serapide Etimologia: da laxiflora, a fiori lassamenti disposti Fioritura: marzo-aprile Habitat: ampelodesmeto. Areale: mediterraneo orientale (da P. DELFORGE). |

|  | Serapias lingua L. Sin.: S. elongata Tod., S. excavata Schlechter, S. oxyglottis Willd., S. todari Tineo Nome volgare: Serapide lingua. Etimologia: somiglianza dell'epichilo ad una lingua Fioritura: marzo-maggio Habitat: formazioni erbacee ricche in emicriptofite sia cespitose che rosulate. Areale: Steno-Medit.(baricentro Occid.). |

|  | Serapias parviflora Parl., 1837 Sin.: Serapias elongata Tod. Nome volgare: Serapide minore Etimologia: da Serapis, dea egiziana della fertilità, e parviflora, a fiori piccoli. Fioritura: aprile-maggio Habitat: ampelodesmeti. Areale: Steno-Medit. |

|  | Serapias vomeracea subsp. vomeracea (Burm. f.) Briq., 1910 Sin.: Orchis vomeracea Burm.f. 1770 Nome volgare: Serapide maggiore Etimologia: L'epiteto specifico vomeracea è riferito alla forma a vomere dell'epichilo Fioritura: marzo-maggio. Habitat: ampelodesmeti. Areale: Steno-Medit. |

|  | Serapias orientalis subsp. siciliensis Bartolo e Pulvirenti Sin.: S. longipetala (Ten.) Pollini Nome volgare: Serapide orientale siciliana Etimologia: da orientalis, dell'oriente e siciliensis, della Sicilia. Fioritura: marzo-aprile Habitat: formazioni aperte a Quercus suber. Areale: Endemica (Sicilia). |

## Spiranthes
(1 specie)
|  | Spiranthes spiralis (L.) Chevallier Sin.: S. autumnalis Rich nome volgare: viticcini autunnali. Etimologia: i fiori formano una infiorescenza spiralata Fioritura: ottobre-dicembre Habitat: boscaglie, siepi, ampelodesmeti. Areale: europeo-caucasica. |

## Ibridi
Sono stati osservati anche 18 ibridi interspecifici, di cui i primi 11 precedentemente all'aprile 2002:
- Ophrys bertolonii × O. incubacea
- Ophrys bombyliflora × O. tenthredinifera
- Ophrys fusca × O. garganica
- Ophrys fusca × O. incubacea
- Ophrys fusca × O. lutea
- Ophrys incubacea × O. tenthredinifera
- Ophrys lacaitae × O. oxyrrhynchos
- Anacamptis longicornu × A. papilionacea
- Serapias lingua × S. parviflora
- Serapias lingua × S. vomeracea
- Serapias parviflora × S. vomeracea
- O. oxyrrhynchos × O. incubacea
- O. garganica × O. incubacea
- O. incubacea × Ophrys bertolonii
- Ophrys bombyliflora × O. garganica
- O. lutea × O. sicula
- O. sphegodes × Ophrys bertolonii
- O. sphegodes panormitana × Ophrys exaltata